# Argyrodes cylindratus
Argyrodes cylindratus es una especie de araña de telaraña irregular del género Argyrodes, de la familia Theridiidae, orden Araneae. Fue descrita por Thorell en 1898.
Se distribuye por Asia: China y desde Birmania hasta Japón. Fue publicada en Viaggio di Leonardo Fea in Birmania e regioni vicine. LXXX. Secondo saggio sui Ragni birmani. II. Retitelariae et Orbitelariae. Annali Del Museo Civico Di Storia Naturale Di Genova 39: 271-, 378.